# HD 182101
Désignations
HD 182101 est une étoile jaune-blanc de la séquence principale de magnitude 6,36 située dans la constellation de l'Aigle. Elle se trouve à ∼ 117 a.l. (∼ 35,9 pc) de la Terre.

## Observation
C'est une étoile située dans l'hémisphère nord céleste, mais très proche de l'équateur céleste. Cela signifie qu'elle peut-être observée sans aucune difficulté depuis toutes les régions habitées de la Terre et qu'elle n'est invisible que dans les zones les plus intérieures de l'Antarctique. Dans l'hémisphère nord, cependant, elle n'apparaît circumpolaire que bien au-delà du cercle arctique. Étant de magnitude 6,4, elle n'est pas observable à l'œil nu. Pour pouvoir la voir, cependant, même des jumelles suffisent, à condition d'avoir un ciel étoilé disponible.
Le meilleur moment pour l'observer dans le ciel du soir se situe entre fin juin et novembre. Dans les deux hémipshères, la période de visibilité reste à peu près la même, grâce à la position de l'étoile non loin de l'équateur céleste.

## Caractéristiques
C'est une étoile jaune-blanc de la séquence principale. Elle a une magnitude absolue de 3,6 et sa vitesse radiale indique qu'elle se rapproche du Système solaire.